# Медведево (Воскресенский район)
Медве́дево — деревня в Воскресенском муниципальном районе Московской области. Входит в состав сельского поселения Ашитковское. Население — 149 чел. (2010).

## География
Деревня Медведево расположена в восточной части Воскресенского района, примерно в 7 км к северу от города Воскресенск. Высота над уровнем моря 132 м. В 2 км к западу от деревни протекает река Сушенка. В деревне 3 улицы — Березовая, Раздольная и Сосновая. Ближайший населённый пункт — деревня Леоново.

## Название
Название связано с некалендарным личным именем Медведь.

## История
В 1926 году деревня являлась центром Медведевского сельсовета Усмерской волости Бронницкого уезда Московской губернии.
С 1929 года — населённый пункт в составе Ашитковского района Коломенского округа Московской области, с 1930-го, в связи с упразднением округа и переименованием района, — в составе Виноградовского района Московской области. В 1957 году, после того как был упразднён Виноградовский район, деревня была передана в Воскресенский район.
До муниципальной реформы 2006 года Медведево входило в состав Конобеевского сельского округа Воскресенского района.

## Население

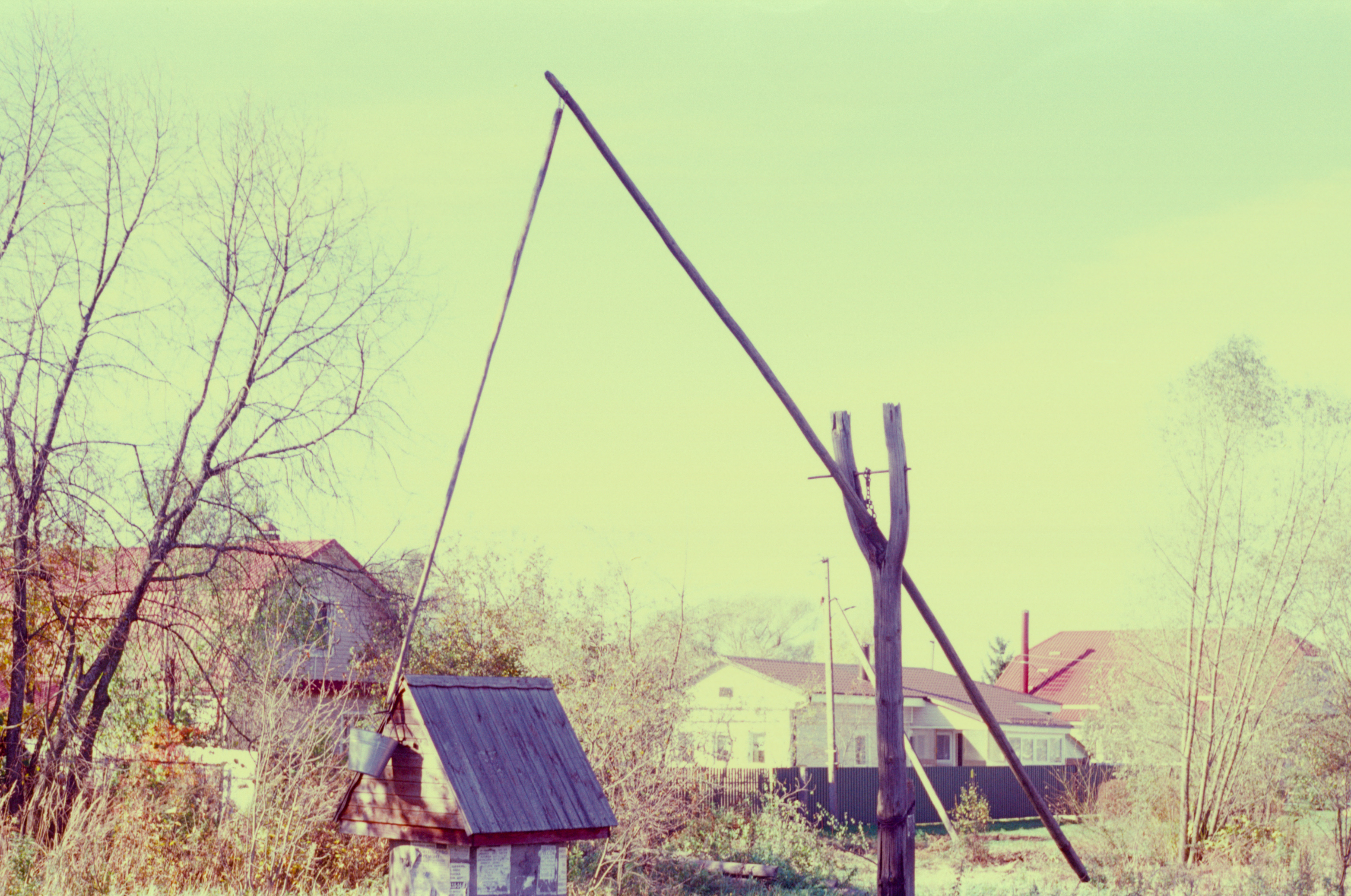
Колодец с журавлём в деревне Медведево (2021)

В 1926 году в деревне проживало 521 человек (238 мужчин, 283 женщины), насчитывалось 103 хозяйства, из которых 91 было крестьянское. По переписи 2002 года — 116 человек (49 мужчин, 67 женщин).
| 1926 | 2002 | 2010 |
| ---- | ---- | ---- |
| 521  | ↘116 | ↗149 |